# Berriane
Berriane (în arabă بريان) este o comună din provincia Ghardaïa, Algeria.
Populația comunei este de 30.200 locuitori (2008).